# Distretto di Mae On
Mae On (in thai แม่ออน) è un distretto (amphoe) situato nella provincia di Chiang Mai, in Thailandia.

## Storia
Il distretto minore (king amphoe) fu fondato il 30 aprile 1994, dopo la divisione di 6 tambon dal distretto di San Kamphaeng. Quando il governo decise di promuovere tutti gli 81 distretti minori in distretti, Mae On divenne distretto il 24 agosto 2007.

## Geografia
Il distretto si trova a 40km a est da Chiang Mai. I distretti confinanti sono il San Kamphaeng, Doi Saket, Mueang Pan, Mueang Lampang, Ban Thi e Mueang Lamphun.
Il parco nazionale di Mae Ta Krai si trova nel distretto, e comprende il fiume On (น้ำแม่ออน), un affluente del fiume Ping, che dà il nome al distretto. 
Mae On è una destinazione popolare per gli scalatori che vogliono scalare i dirupi del "Crazy Horse Buttress", nel Khun Than Range.

## Amministrazione
Il distretto Mae On è diviso in 6 sotto-distretti (tambon), che sono a loro volta divisi in 49 villaggi (muban).
| n° | Nome                   | Villaggi | Abitanti |
| -- | ---------------------- | -------- | -------- |
| 1  | On Nuea (ออนเหนือ)      | 10       | 3.552    |
| 2  | On Klang (บ้านสหกรณ์)    | 11       | 4.985    |
| 3  | Ban Sahakon (บ้านสหกรณ์) | 8        | 3.043    |
| 4  | Huai Kaeo (ห้วยแก้ว)     | 8        | 2.888    |
| 5  | Mae Tha (แม่ทา)         | 7        | 4.812    |
| 6  | Tha Nuea (ทาเหนือ)      | 5        | 2.372    |

## Galleria d'immagini

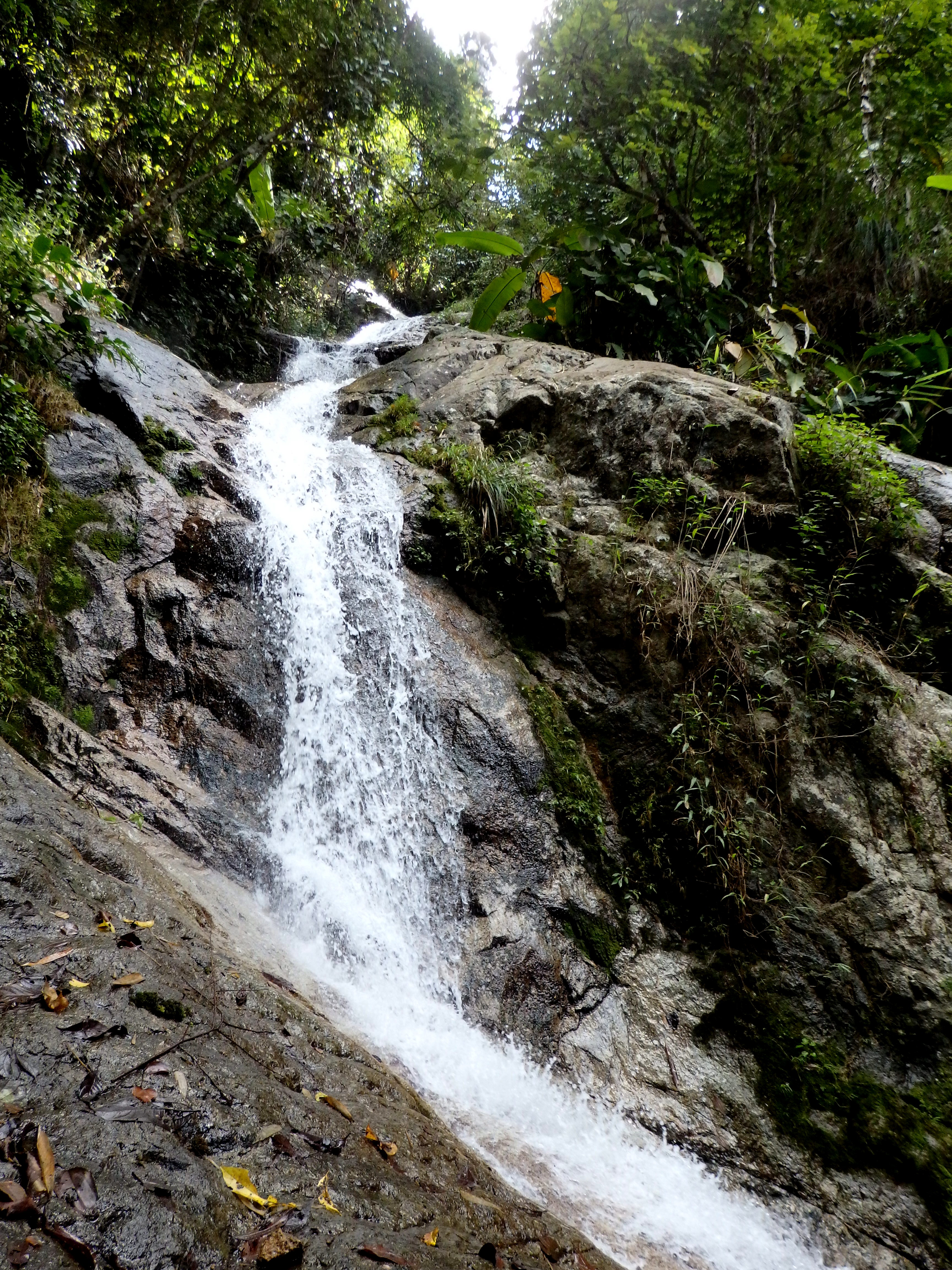
Huai Kaeo (muban)
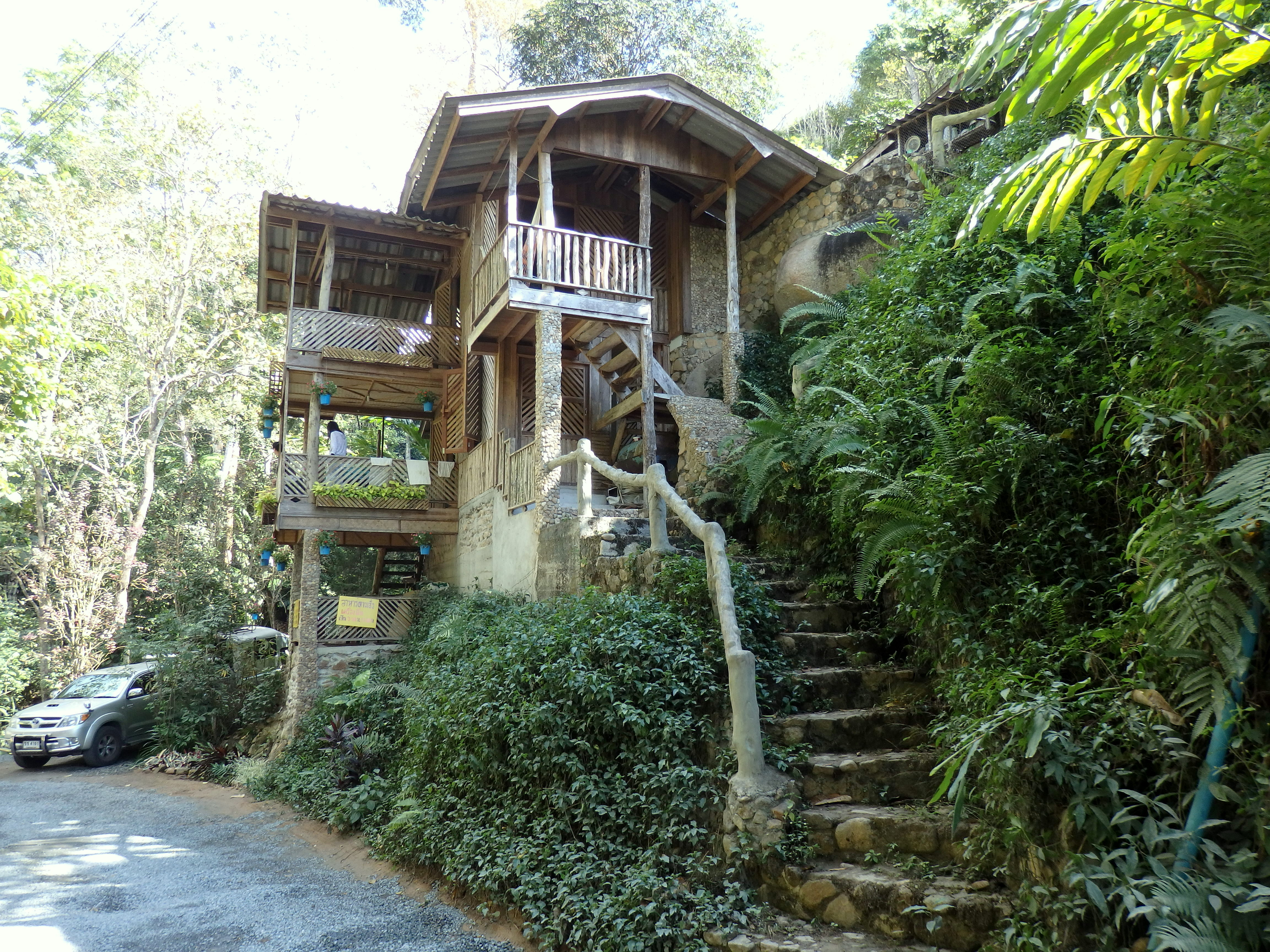
Casa nel tambon di Huai Kaep
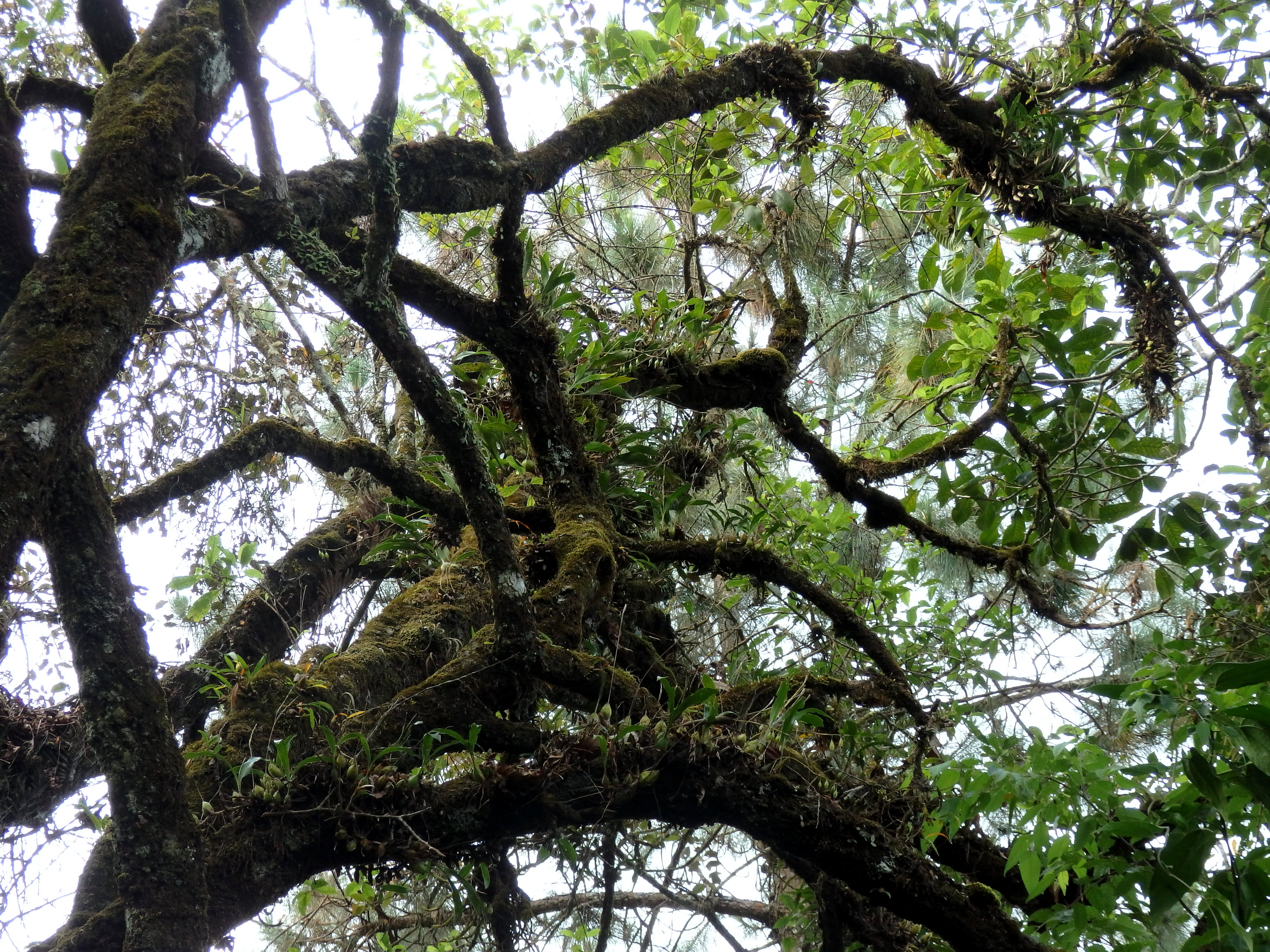
Huai Kaeo (muban)
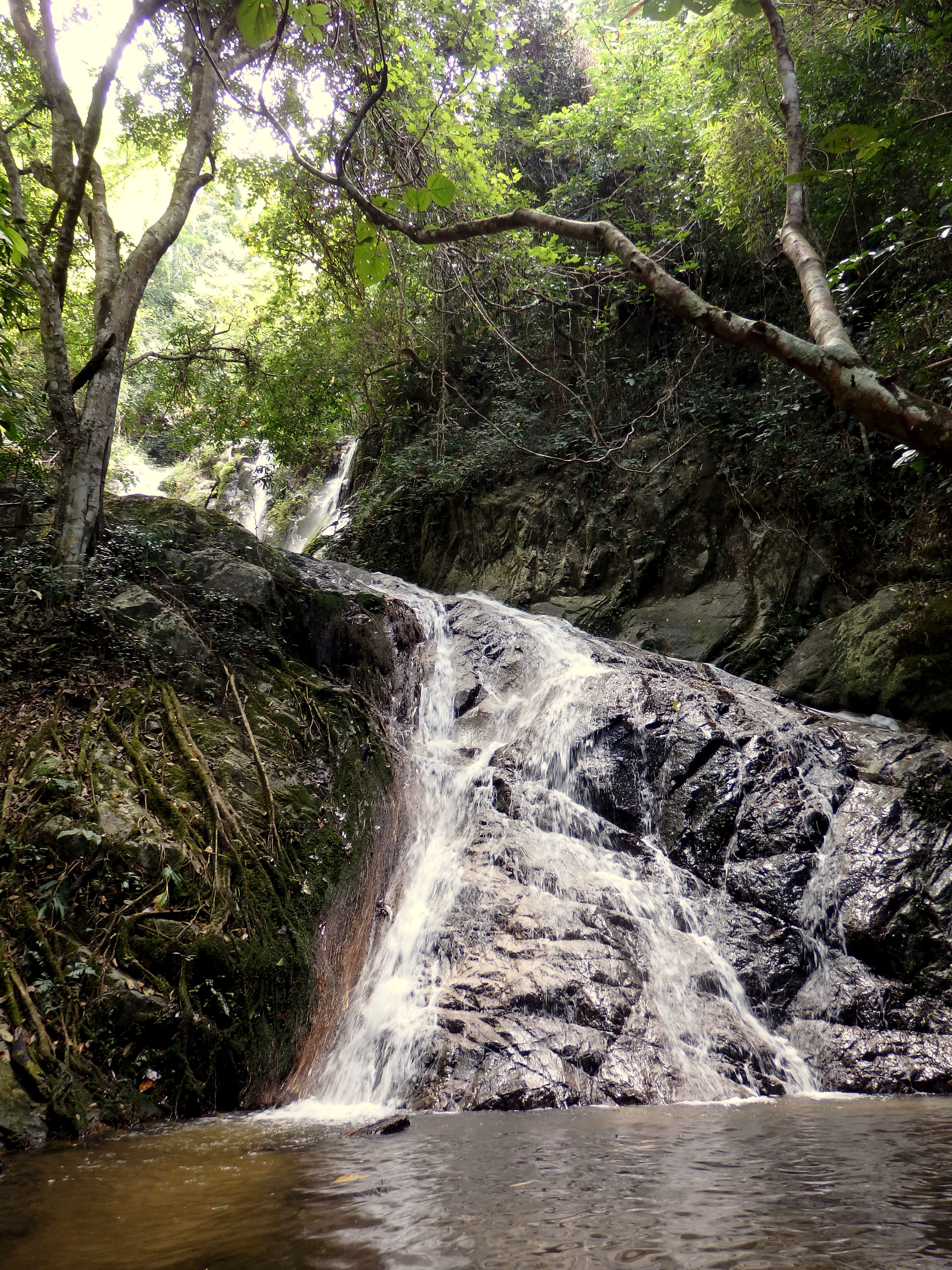
Huai Kaeo (muban)
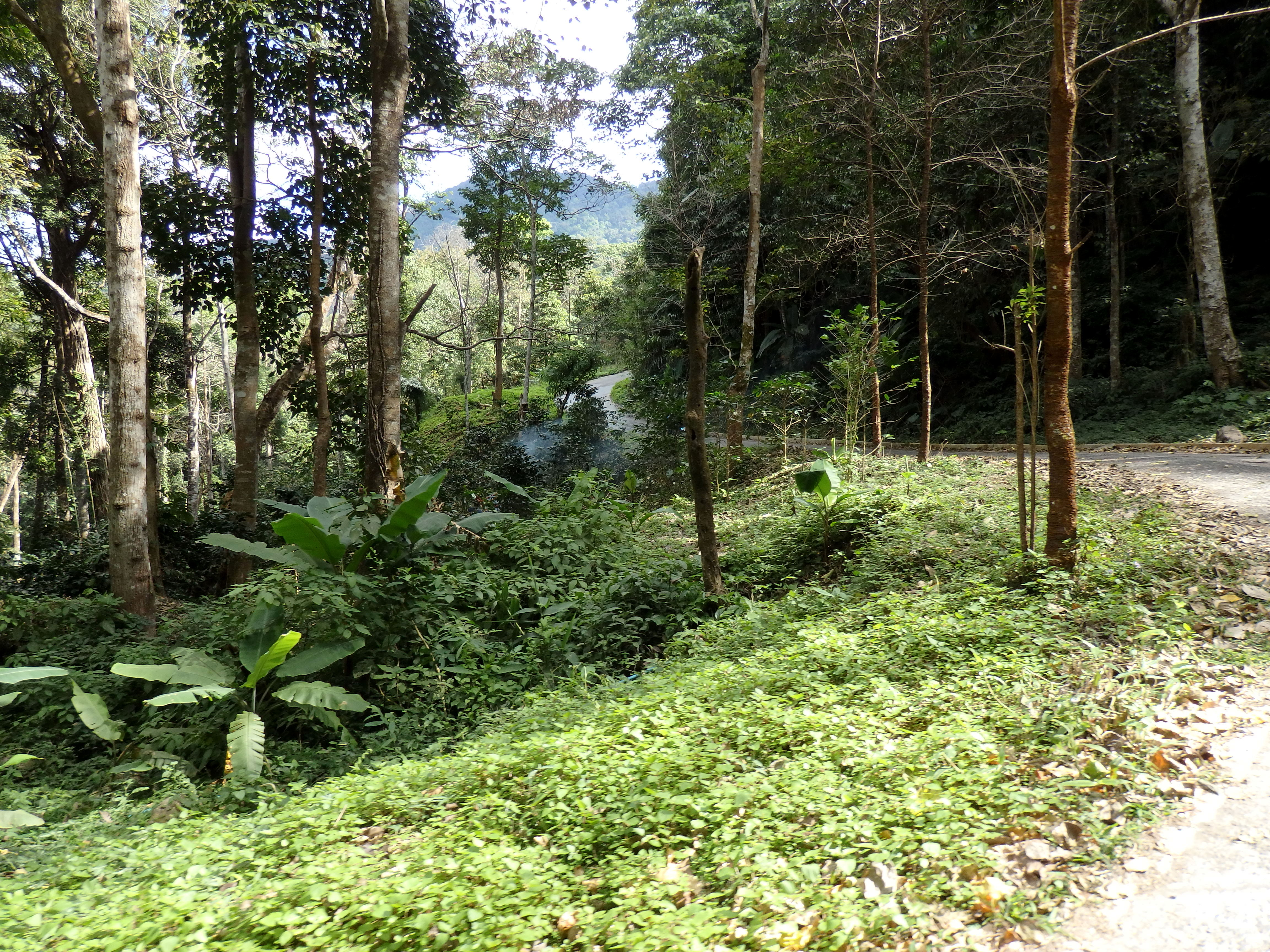
Huai Kaeo (muban)
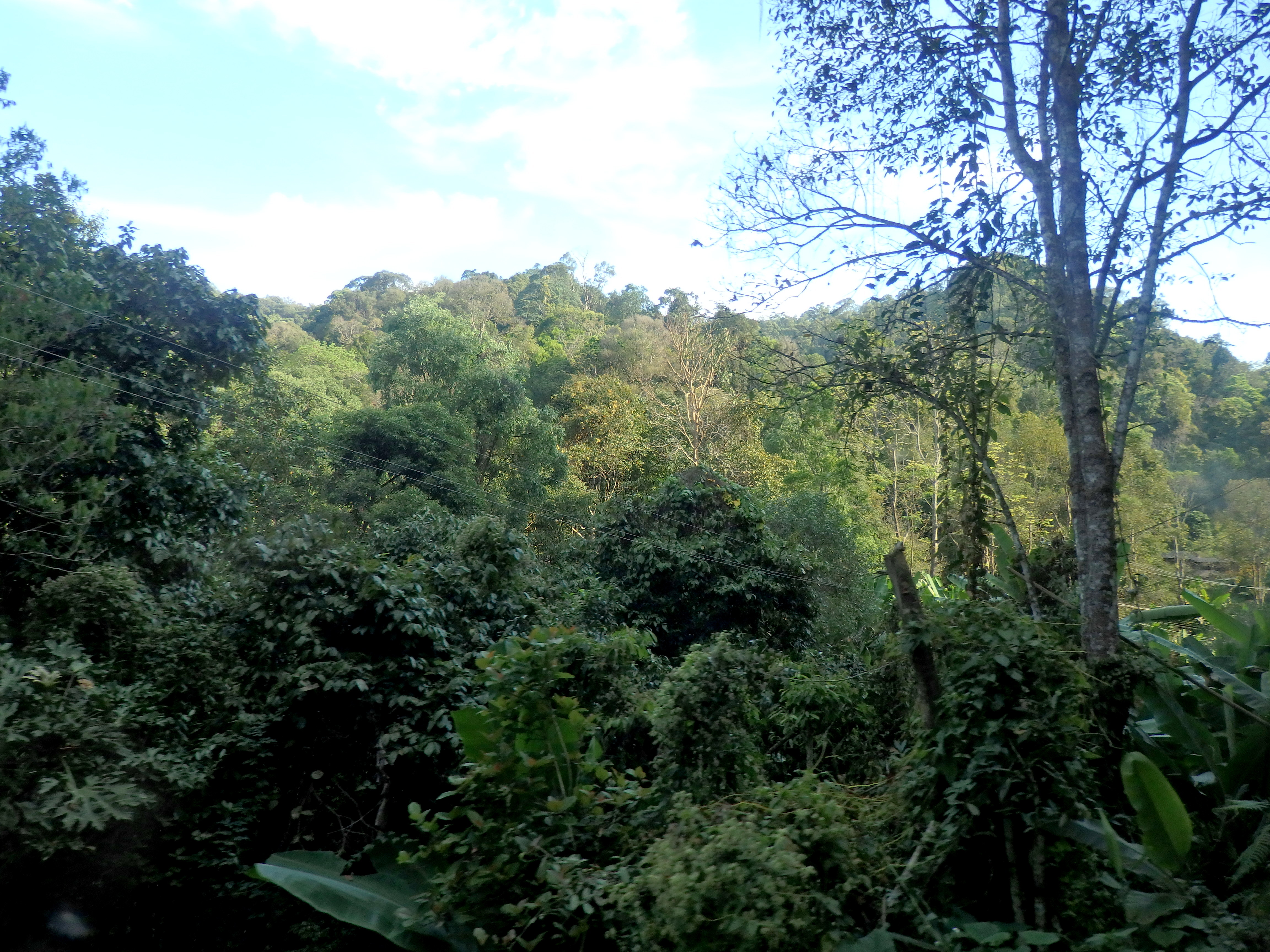
Huai Kaeo (muban)
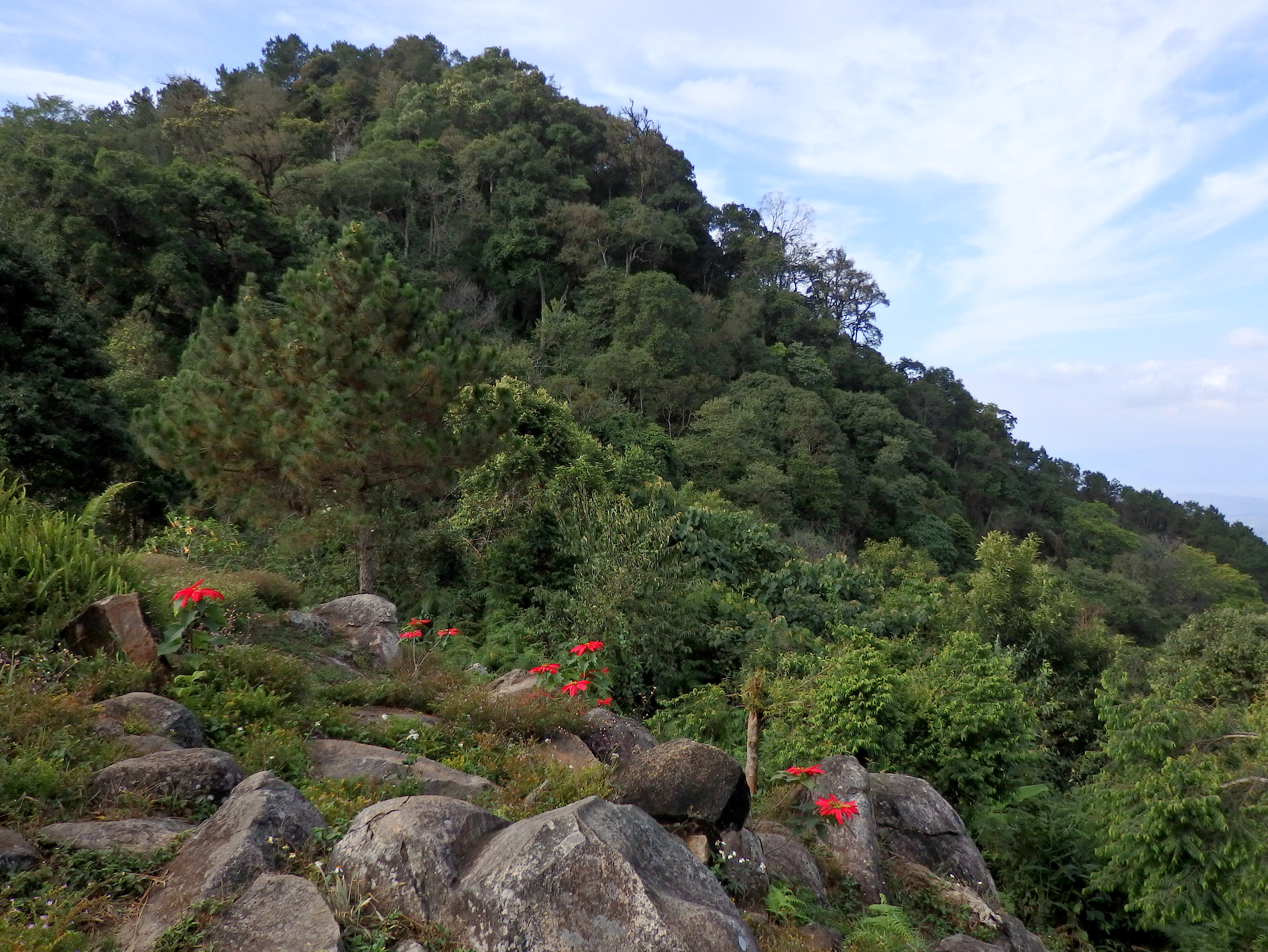
Huai Kaeo (muban)
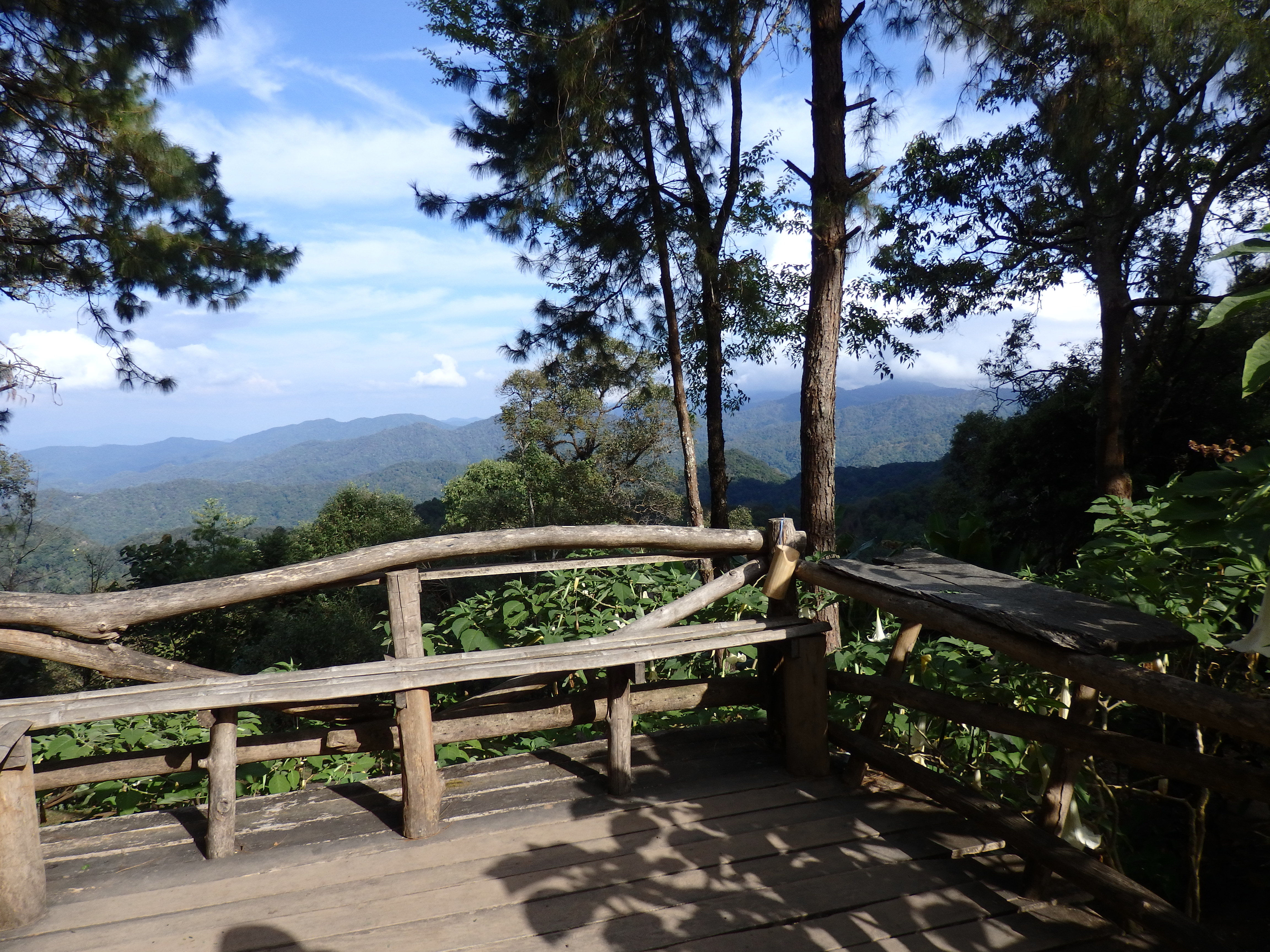
Huai Kaeo (muban)